# Emboscada de Vizcatán del Ene (2019)
La emboscada de Vizcatán del Ene fue un enfrentamiento bélico que se desarrolló el 25 de junio  de 2019 en la localidad del Valle Manantial del distrito de Vizcatán del Ene, en el departamento de Junín, en el centro de Perú.
El enfrentamiento fue originado por un ataque de miembros de Sendero Luminoso a tropas del ejército peruano que dejó como saldo tres muertos que formaban parte de las fuerzas militares del gobierno.

## Desarrollo
El ataque se desarrolló en el Valle Manantial, en el distrito de Vizcatán del Ene, en la provincia de Satipo del departamento de Junín, en la zona geopolítica conocida como el Valle de los ríos Apurímac, Ene y Mantaro (VRAEM), una área fuera del control gubernamental, en donde se refugia carteles de narcotraficantes y remanentes de Sendero Luminoso, sobrevivientes de la época del terrorismo. En el distrito de Vizcatán del Ene ya se había registrado un combate el 11 de junio de 2018, que ocasionó seis muertos desde el bando militar.
En lo que respecta, las víctimas pertenecían a la Compañía Especial de Comandos N° 31 de la 31° Brigada de Infantería del Ejército, el ataque fue a las 13:30 p. m. (hora peruana) a 400 metros del Valle del Manantial, agarrando desprevenido a los soldados que se encontraban realizando un trabajo de reconcentramiento por los pueblos del distrito, el enfrentamiento dejó un militar fallecido. Un segundo ataque fue realizado a las  16:30 p. m. (hora peruana) y dejó como consecuencias los otros dos militares fallecidos.

### Víctimas
Las víctimas fueron:
- Subofical de 2.ª EP Osmán Ccapa Mamani (primer ataque)[1]
- Suboficial de 2.ª Ítalo Pérez Ávila (primer ataque)[1]
- Subteniente EP Tomy Heredia Yovera (primer ataque)[1]

## Contraataque
El 12 de julio del mismo año el Comando Conjunto de las Fuerzas Armadas del Perú informaron que capturaron a Camarada Julio Chapo, uno de los implicados en la emboscada del 25 de junio, así como responsables de asesinatos a pobladores y que, según el Comando, se encontraba planeando junto con otros cabecillas un atentado terrorista en el distrito de Paucarbamba del departamento de Huancavelica.

## Repercusión
La emboscada sirvió para poner en los medios de comunicación de Lima la ignorada guerra que se viene desarrollando en el VRAEM, y como los remanentes utilizan al poblado de Valle Manantial como un semi-campo de concentración para adoctrinar y aplicar políticas de colectivización forzada a los pobladores.
Al momento del traslado de los ataúdes de Junín a los lugares donde sus familiares pidieron enterrarlos, se originó un confusión ya que los restos de Tomy Heredia, con destino original a Lima, fueron enviados a  la familia de Pérez Ávila en Huancayo; mientras que los restos de Pérez Ávila con destino original a Huancayo fueron enviados a la familia de Tomy Heredia en Lima. Una vez informado del caso, el Comando devolvió los cuerpos a sus respectivas familias y pidió disculpas por el error.